# Операция «Терминиус»
Операция «Терминиус» — военная операция правительственной греческой армии с целью уничтожения коммунистического партизанского движения, проводившаяся в апреле-июле 1947 года во время гражданской войны в Греции.

## План операции и силы сторн
Операция «Терминиус» была разработана еще в декабре 1946 года по решению англо-американского объединенного военного штаба и под руководством главы английской военной миссии в Греции генерала Роллинса. Замысел состоял в том, чтобы «окружить и уничтожить ДАГ в центральной части Греции, а если это не удастся, то прогнать ее к северным границам». Согласно плану боевыми действиями охватывалась почти вся территория страны, за исключением Пелопоннеса, островов, центральной и южной части Румелии. Операция делилась на несколько этапов. Основными из них были три, носившие кодовые названия «Аэтос» («Орел»), «Иэракс» («Сокол») и «Коракс» («Ворона»). Наступление должно было развернуться вдоль Главного Пиндского хребта, протянувшегося от албанских границ вплоть до Коринфского залива. Для проведения операции были выделены почти все вооруженные силы, которыми располагало правительство, — три армейских корпуса, жандармерия и полиция. Они имели на вооружении английские танки, артиллерию, минометы и поддерживались самолетами «Спитфайр». Боевой состав наступающих достигал 60 тысяч солдат и офицеров. Силы ДАГ в этот период насчитывали 15 тысяч человек, а в районе «Терминиуса» — около 10 тысяч.

## Ход операции

### Этап «Аэтос»
Первый этап операции «Терминиус» развернулся в северной части Румелии. 5 апреля правительственные войска начали занимать исходные позиции для наступления. Для руководства военными действиями в штаб, находившийся в городе Волосе, прибыл английский генерал Грей в сопровождении более 50 своих офицеров. Вскоре туда же приехали американские морской и военный атташе. 9 апреля войска двинулись с различных направлений в глубь территории, контролируемой ДАГ. Вскоре их командование объявило, что «действия развиваются удовлетворительно, по плану».
Командование находившихся в этом районе частей ДАГ разгадало замысел противника, стремившегося окружить партизан, и противопоставило ему свой план. В ночь на 11 апреля, в то время как правительственные войска продолжали продвигаться в глубь партизанских территорий, основные силы партизан, осуществив смелый рейд, вышли в район Рентина, оказавшись таким образом в тылу наступающих. 12 апреля такой же успешный маневр совершили части ДАГ, находившиеся в междуречье Ахелоос и Мегдовы, а 18–19 апреля вырвались из окружения и партизаны, действовавшие в районе горного массива Козякаса. Так провалился план «Аэтос».
Успешным действиям частей ДАГ, на которые был нацелен удар правительственных войск, в большой степени способствовали операции в других районах страны, проведенные по приказу главного командования ДАГ. Они осуществлялись в Рентине, Румелии, Пелопоннесе, Фракии, Восточной и особенно Западной Македонии, в частности в районах городов Гревена и Неаполи. Правительственные войска оказались не в состоянии ни отразить это контрнаступление, ни окружить части ДАГ в районе операции «Аэтос». «Отряды партизан точно выполнили приказы своего командования, успешно применив методы партизанской тактики, состоящие в том, что когда враг наступает, партизаны отступают, когда же враг отступает, партизаны нападают», - признавал позже генерал Зафиропулос.

### Этап «Иэракс»
1 мая правительственные войска возобновили действия по плану «Терминиус». Теперь они должны были осуществить операцию «Иэракс». Она охватывала районы Гревены, Хасии и Антихасии в Западной Македонии, где, по подсчетам того же генерала Зафиропулоса, действовало около 2,5 тыс. партизан. Замысел был прежний — уничтожить или отбросить их к границе, на этот раз албанской. Проведя еще более тщательную, чем в апреле, подготовку, правительственные войска 11 мая начали операцию на окружение партизан.
Части ДАГ, арьергардами контратакуя наступающего противника, постепенно отступали на запад, в глубь горного массива Орлякас. Этот район, являвшийся главной базой ДАГ, как и ЭЛАС в годы оккупации, по условиям местности был очень удобным для партизанской войны, и выход из окружения здесь не представлял больших затруднений. К 20 мая отряды, действовавшие близ Хасии и Антихасии под командованием Ипсилантиса (Росиос, Александрос) и Палеологу (Зигураса Димитриоса) с боями прорвали вражеское кольцо и вышли в свободный от противника район Войон.
Командующий войсками ДАГ в Западной Македонии Кикицас переоценивал возможности обороны в этой местности в условиях многократного превосходства сил противника и исходил лишь из того, что оставленный район имел важное значение для дальнейшей вооруженной борьбы партизан, поэтому после выхода этих отрядов из окружения он приказал им возвратиться в районы Хасии и Антихасии и удерживать их.
В момент, когда туда уже проникли правительственные войска, эта задача оказалась невыполнимой. Оба отряда после изнурительного многодневного похода кружным путем через горные массивы Войо, Синяцико и Бурино все же достигли района Хасия близ села Эмилианос. Но тут же были окружены и после ожесточенного боя лишь с наступлением ночи смогли, пользуясь темнотой, во второй раз вырваться из вражеского кольца и двинуться в район Амарбей. Вновь совершив большой круг и пройдя через горные массивы Пиерия, Вермион и Каймакчалан, они лишь к началу июля достигли Грамоса. Таким образом, даже ошибка командования войсками ДАГ в Западной Македонии не помогла противнику уничтожить эти героические отряды. В итоге и операция «Иэракс» провалилась.
В то же время ДАГ успешно нанесла несколько сильных ударов по правительственным войскам силами соединений под командованием Диамантиса (Александру, Яннис) и Велиса, действовавших в Румелии, где они только в Эвритании контролировали 83 из 90 населенных пунктов. Эти соединения начали наступление в те самые дни, когда враг безуспешно пытался уничтожить отряды Ипсилантиса и Палеологу. Операция в Румелии, проведенная по приказу главнокомандования ДАГ, сковала там значительные силы противника. Нанеся ему потери, войска патриотов захватили большое количество оружия, в том числе 22 миномета различных калибров, 372 ручных пулемета, а также много боеприпасов, снаряжения и продовольствия. Не менее успешными были и проведенные тогда же наступательные операции партизан в горах регионов Литохоро, Олимпа и нома Флорина.

### Этап «Коракс»
Этап «Коракс» продолжался с 26 июня по 22 июля. Ей предшествовало специальное военное совещание под председательством короля Павла I, состоявшееся 22 июня. Здесь было решено бросить против ДАГ все наличные силы. Генштаб заверил, что с помощью прибывшего из США тяжелого вооружения правительственные войска быстро уничтожат партизан.
Операция развернулась в районе Грамоса, где теперь находилась главная база ДАГ. Хотя правительственные войска превосходили ее численностью и были оснащены мощной артиллерией, танками и поддерживались крупными силами авиации, все же в течение первой недели они атаковали безуспешно. По всему фронту наступления части ДАГ оказывали упорное сопротивление. Бои приняли чрезвычайно ожесточенный характер. Но в начале июля положение ДАГ ухудшилось. Начал сказываться огромный перевес сил противника. Партизаны с боями отступали. Контролируемая ими территория изо дня в день суживалась. Вражеская авиация днем и ночью бомбила позиции ДАГ, уничтожала населенные пункты в ее тылу, сжигала леса фугасными бомбами.
Командование ДАГ 8 июля отдало приказ осуществить прорыв в сторону Эпира силами шести батальонов и тем самым отвлечь силы противника от главного места прорва. Правительственное командование срочно перебросил значительные силы в район боёв с шестью батальонами, ослабив другие участки. Выполнить поставленную задачу по прорыву удалось лишь одному батальону, который, будучи окруженным со всех сторон на вершине второй в Греции по высоте горы Змоликаса (2615 м), неожиданным ударом прорвал кольцо. Затем, совершив ночной марш, он переправился через реку Сарантапоро в районе горного массива Грамос и присоединился к находившимся на ее противоположном берегу другим частям ДАГ. Остальные батальоны не смогли вырваться из окружения и погибли.
Командование ДАГ, чей план предусматривал нанесение главного удара в противоположном направлении, начало в ночь на 12 июля свой прорыв. С наступлением темноты две группировки ДАГ — западно-македонская, которая включала части, действовавшие в районе Хасии, и другая, эпирская, — четко взаимодействуя, прорвали оборону врага в районе города Коница и к утру вышли в тыл правительственных войск в районе Загори. Эта операция, получившая название «Эпирский маневр», вывела партизанские группировки на оперативный простор и позволяла им по существу беспрепятственно продвигаться в направлении Янины — главного города Эпира. В тот же день они приблизились к нему на расстояние 20 км. Власти Янины охватила паника. Они «сожгли архивы и ушли из города». Король Павел I, узнав о приближении партизан к Янине, немедленно потребовал соединить его по телефону с командующим 2-м армейским корпусом генералом Калогеропулосом и испытал новое потрясение, когда последний подтвердил, что действительно «город в опасности». Из-за отсутствия достаточных сил партизаны не стали продолжать наступление на Янину.

## Результаты
Неудача в операции «Коракс» означала провал всего плана «Терминиус» для правительственных войск. За всю кампанию была проведена 31 операция с участием 3–25 батальонов, 35 операций с участием 1–2 батальонов и 857 операций с участием частей размером менее батальона. Но таким образом силы армии были распылены и нигде не удалось нанести сосредоточенного мощного удара. Потери правительственных войск составили 3 тысячи, потери ДАГ — 554 человека, в том числе убитыми — 77. Провал операции вызвал разочарование в военном руководстве и армии, инициировал изменения на политическом и военном уровне, сделал неизбежным повторение ликвидационных операций в 1948 году.